# سارگیس آلمازیان
سارگیس آرمناکی آلمازیان (ارمنی: Սարգիս Արմենակի Ալմազյան؛ انگلیسی: Sargis Almazyan؛ زادهٔ ۱۸۹۶ - درگذشته ۱۹۳۸) یک سیاستمدار اهل ارمنستان است که از ۱۰ اکتبر ۱۹۳۴ تاریخ تا تاریخ ۱۴ مه ۱۹۳۵ سمت وزیر دارایی ارمنستان شوروی را برعهده داشت.

## زندگی‌نامه
در ۱۸۹۶ به دنیا آمد. وی در ۱۹۳۸ در سن ۴۲ سالگی در جریان پاکسازی بزرگ تیرباران شد.